# Nematalosa japonica
Nematalosa japonica är en fiskart som beskrevs av Regan, 1917. Nematalosa japonica ingår i släktet Nematalosa och familjen sillfiskar. Inga underarter finns listade i Catalogue of Life.